# كياثون حامل الأشواك
كياثون حامل الأشواك (الاسم العلمي: Cyathea acanthophora) هو نوع غير مؤكد من النباتات يتبع جنس الكياثون من الفصيلة الكياثونية.